# Ximenia parviflora
Ximenia parviflora là một loài thực vật có hoa trong họ Olacaceae. Loài này được Benth. miêu tả khoa học đầu tiên năm 1839.